# Ʋ
Ʋ, ʋ (V с крюком) — буква расширенной латиницы, происходящая от рукописной формы буквы V. 

## Использование
Буква используется в письменности некоторых африканских языков, таких как эве для обозначения звука [β]. В языках мооре, кабийе и кпосо обозначает звук [ʊ]. 
Использовалась в языке шона в 1931—1955 годах для обозначения звука [β]. В более поздней орфографии была заменена на v (в то время как v была заменена на vh).
Строчная форма буквы ʋ используется в Международном фонетическом алфавите для обозначения губно-зубного аппроксиманта с 1927 года, ранее она обозначала звонкий губно-губной фрикатив.